# Klassiek Latijns alfabet

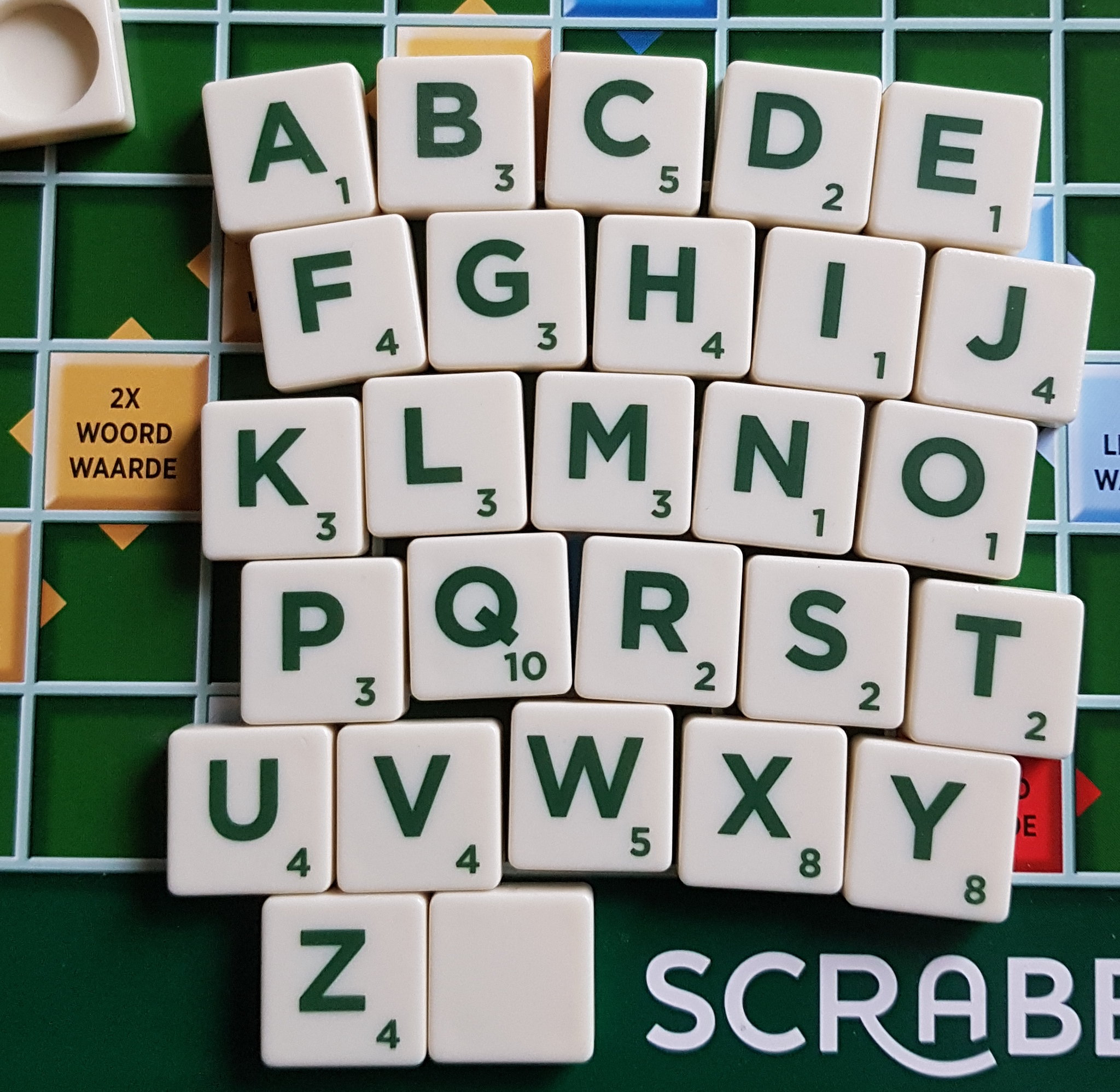

Het klassiek Latijnse alfabet is het alfabet dat voor de spelling van het Latijn werd gebruikt, ten tijde van de Gouden eeuw van de Latijnse literatuur. Het is de klassieke vorm van het moderne Latijnse alfabet. Het is tot stand gekomen in de tweede eeuw voor Christus, dus ongeveer vanaf het jaar 550 AUC.

## Geschiedenis
Het alfabet is afgeleid van het Etruskisch alfabet. De Etrusken ontleenden hun alfabet weer aan de Grieken in Cumae.

## Beschrijving
Het alfabet bestaat uit de letters:
| A | B | C | D | E | F | G | H | I | K | L | M | N | O | P | Q | R | S | T | V | X | (Y) | (Z) |
Het onderscheid tussen I en J, respectievelijk U en V bestond nog niet. Ook was er geen letter W. Kleine letters bestonden evenmin, alles werd in hoofdletters geschreven. Er werden geen spaties gebruikt. De Y en de Z werden alleen in (Griekse) leenwoorden gebruikt.

## De letter K
De K maakt weliswaar deel uit van het Latijnse alfabet, maar komt zeer zelden voor. Ook in de hedendaagse Romaanse talen (Frans, Italiaans, Spaans,Portugees en Roemeens) is de K een zeldzame letter. Dit kan verklaard worden door het feit dat de C in het klassieke Latijn als een K wordt uitgesproken. De enige uitzonderingen hierop zijn twee voornamen:
- Caius wordt als Gaius uitgesproken
- Cnaeus wordt als Gnaius uitgesproken

De enige Latijnse woorden met een K zijn:
- Kaeso: vaker geschreven als Caeso, een voornaam, beide afgekort als K
- kalendae: de eerste dag van de maand
- kalendarium: kalender, boekhouding van bankiers, agenda

## De letter Z
De enige "Latijnse" woorden die met een z beginnen, zijn:
zamiaverlies, schade
zelotypiajaloezie
zelotypusjaloers
zelusjaloezie, afgunst
zephyruswestenwind, zefier, wind
zingiber(i)gember
zizaniaonkruid
zodiacusvan de dierenriem
zonagordel, geldgordel, aardgordel, zone
zonarius1. van de gordel, gordel-, buidel-. 2. gordelmaker
zothecaklein appartement, erker, nis
zuc(h)arasuiker
zÿthumbier

## Uitspraak
Zie Latijnse uitspraak.